# 沙奇·德鲁卡
沙奇·德鲁卡（马拉地语：सचिन रमेश तेंडुलकर，英语：Sachin Tendulkar，1973年4月24日—），印度板球运动员，被认为是板球历史上最伟大的击球手之一。他保持着板球对抗赛（Test cricket）和单日国际板球赛（ODI，One Day International cricket）的最高跑位得分纪录，且都曾在一局比赛中完成过100跑。 他也是ODI历史上唯一一个曾得到过200跑的击球手。2002年《维斯登板球年鉴》（Wisden Cricketers' Almanack）评出的史上最伟大击球手中他仅次于唐纳德·布莱德曼排名第二，而在ODI史上最伟大击球手评选中他也仅次于维维安·理查兹（Viv Richards）。2007年9月，澳大利亚传奇投手谢恩·沃恩（Shane Warne）认为德鲁卡是曾和他一起比赛过的最伟大的球手。他还是与他同代的球手中唯一一个入选“布莱德曼11人梦之队”的。他有些时候被称作“小大师”（Little Master）或“爆破大师”（Master Blaster）。

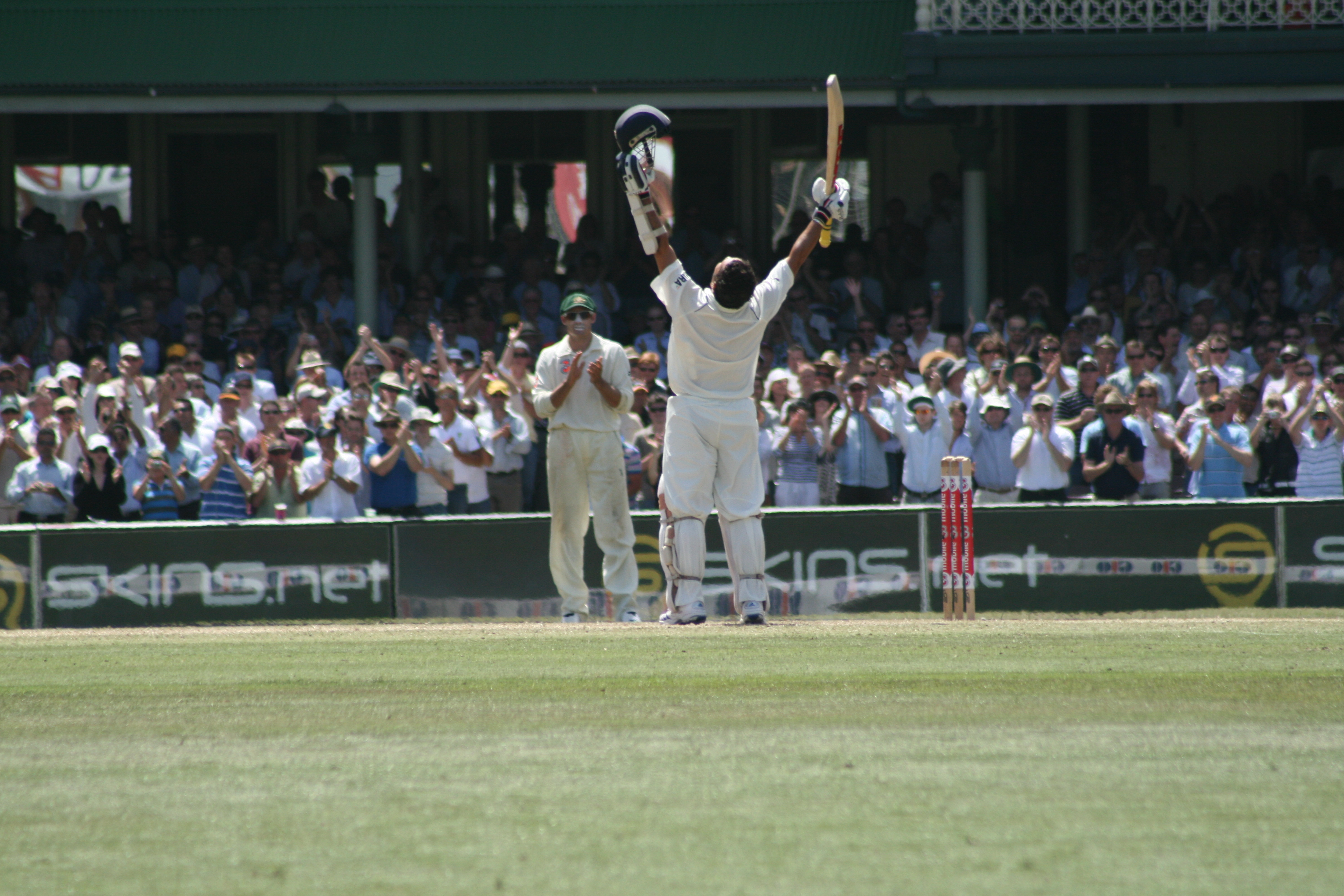
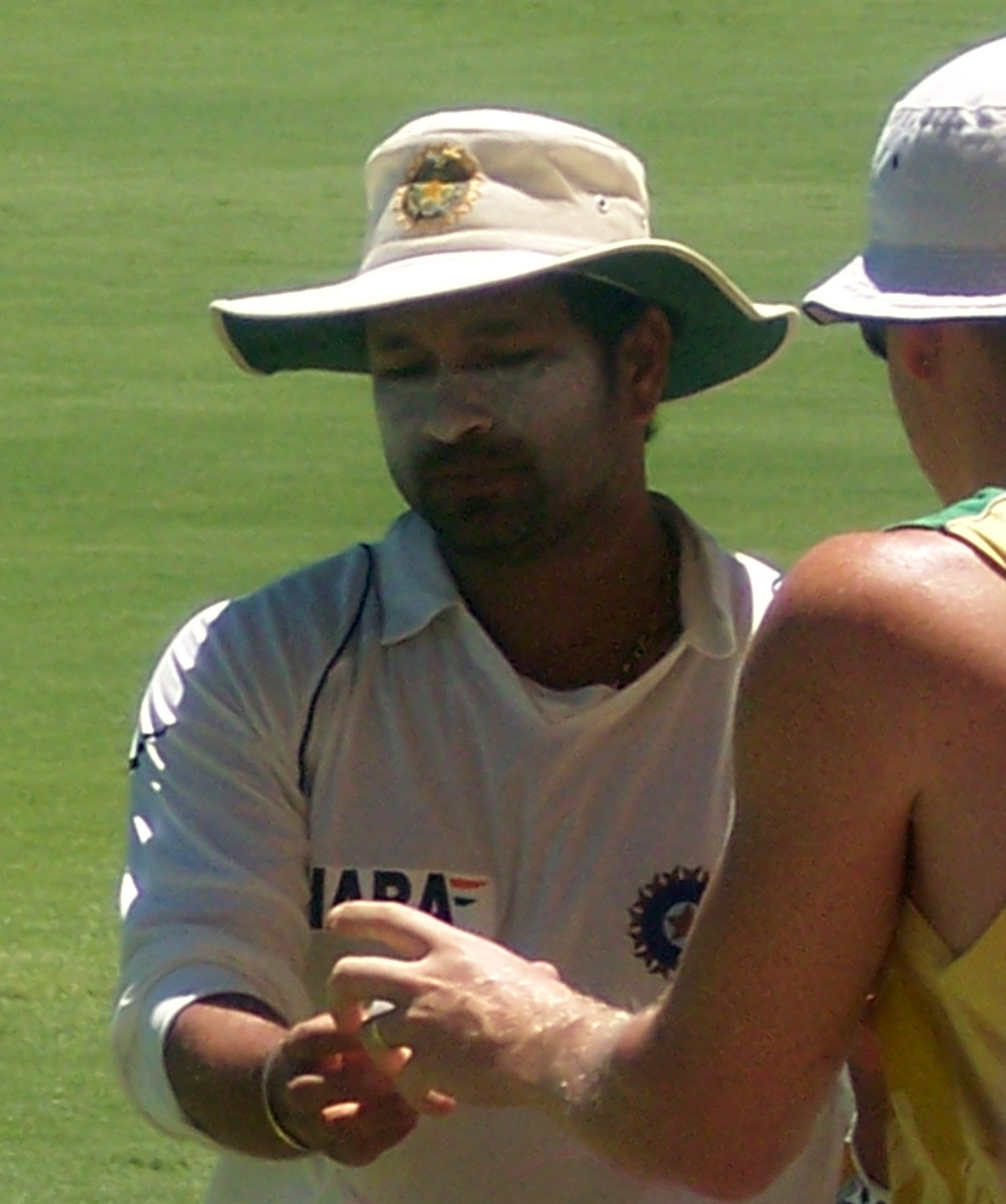
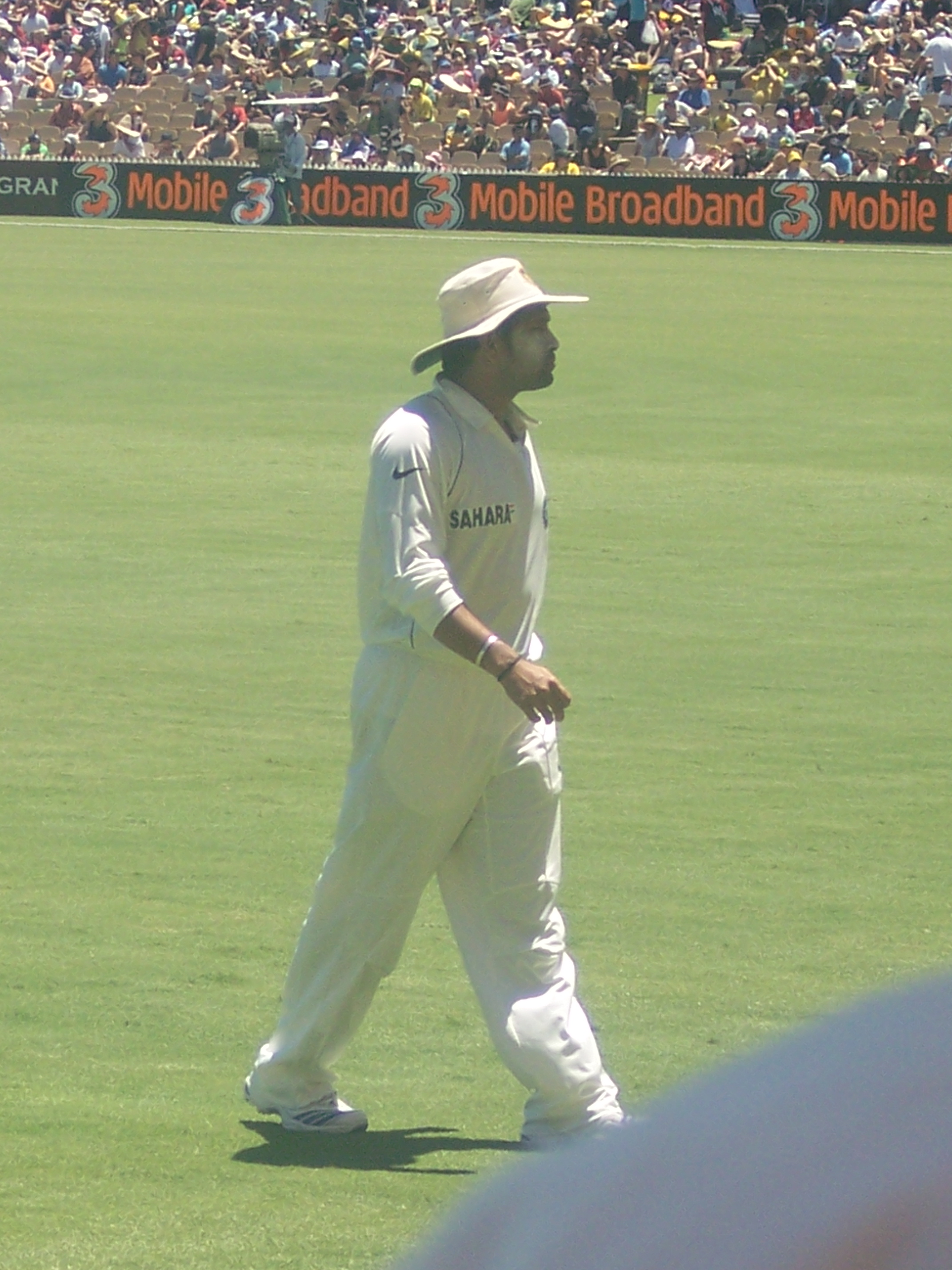
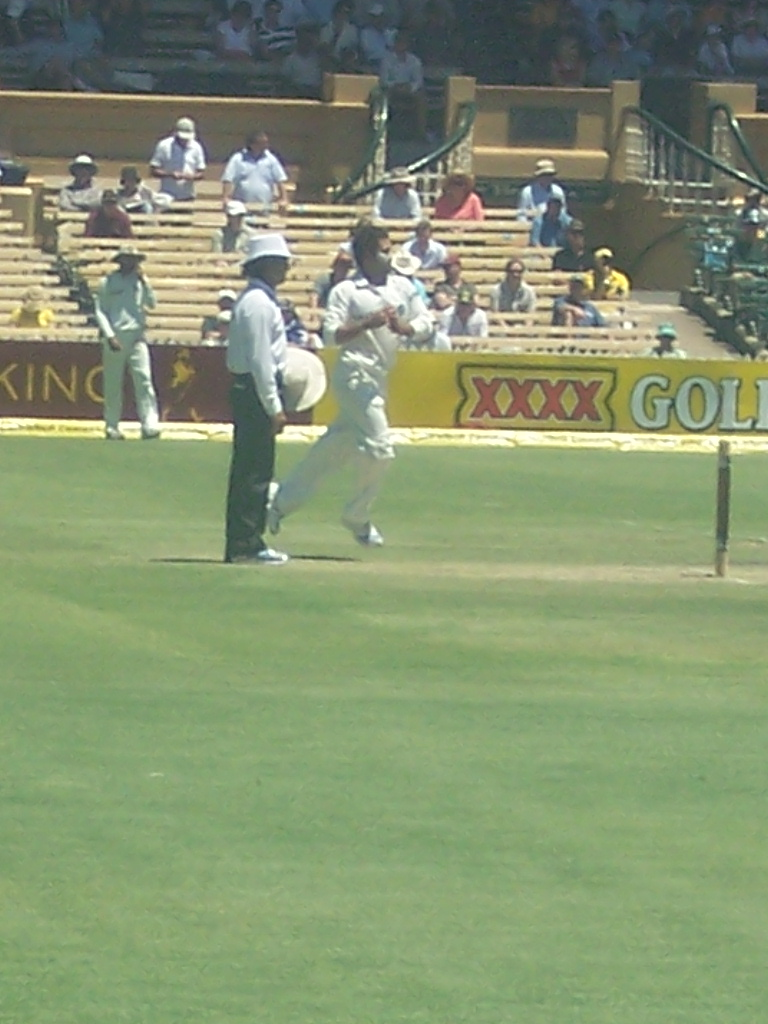
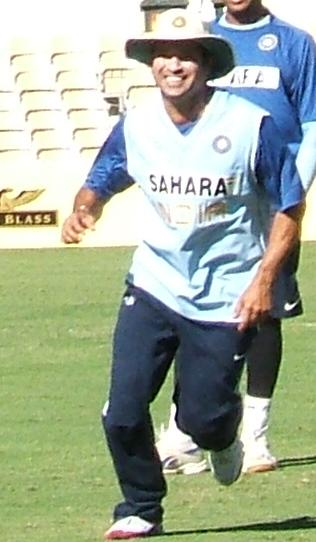
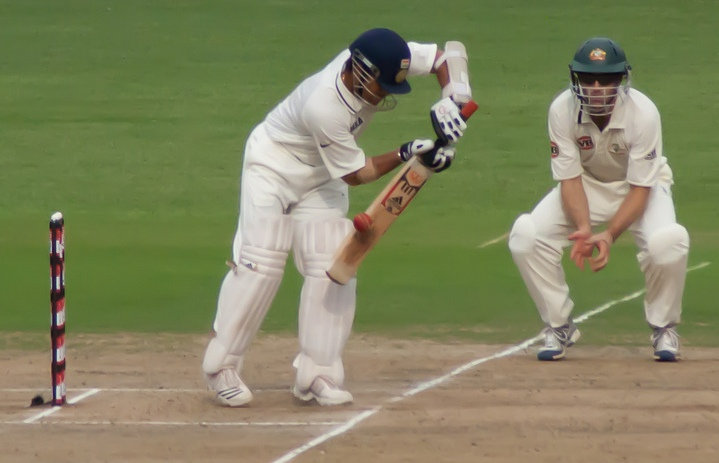
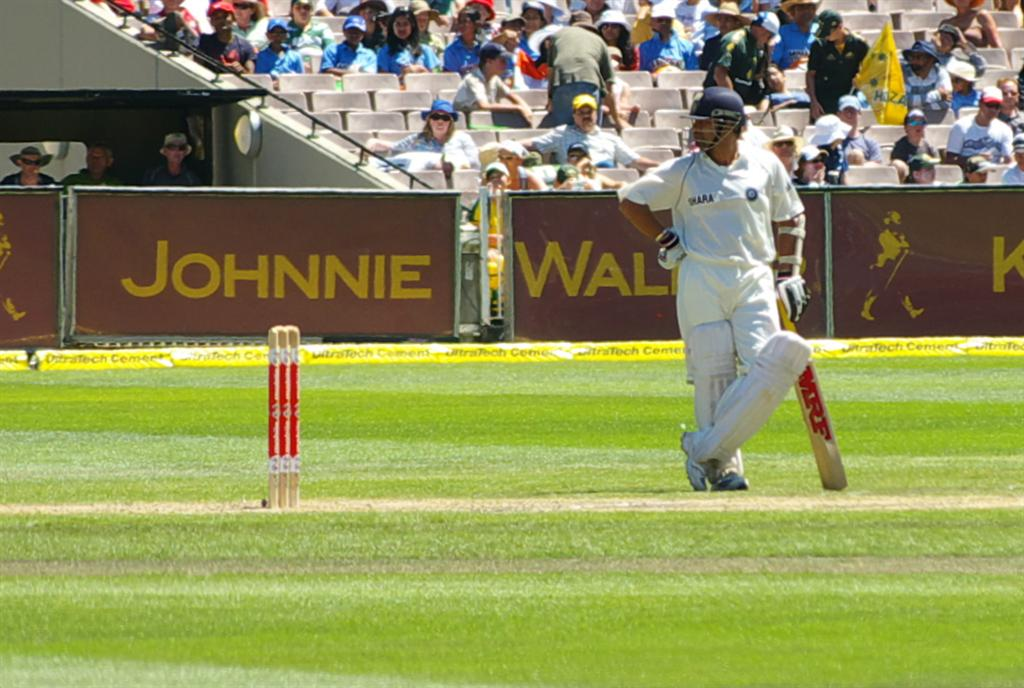
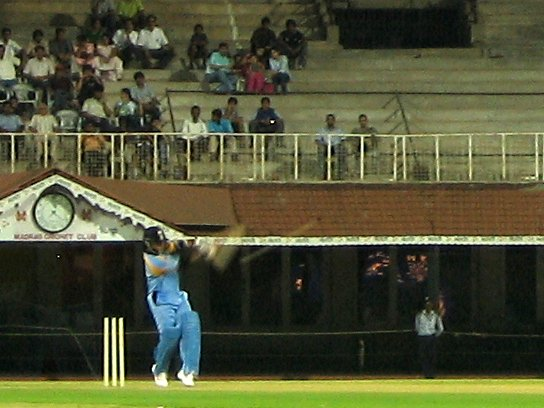
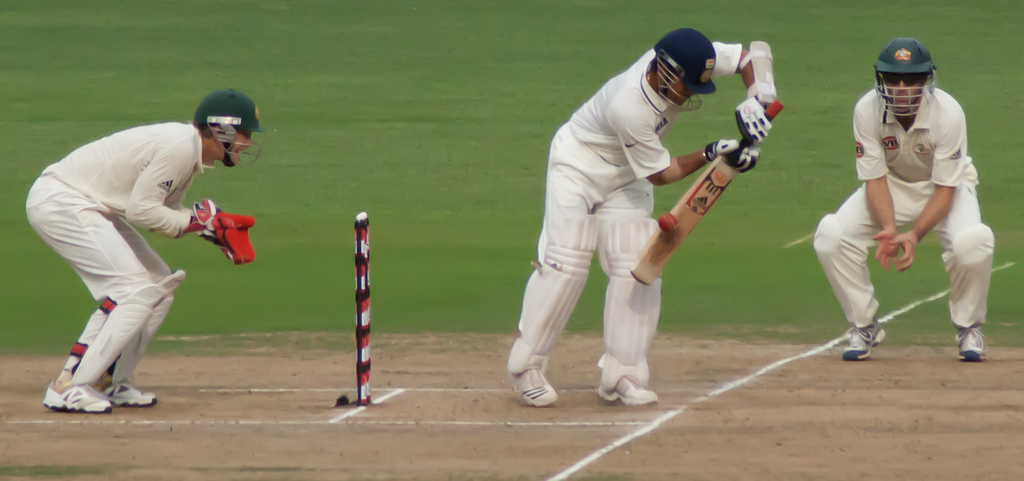
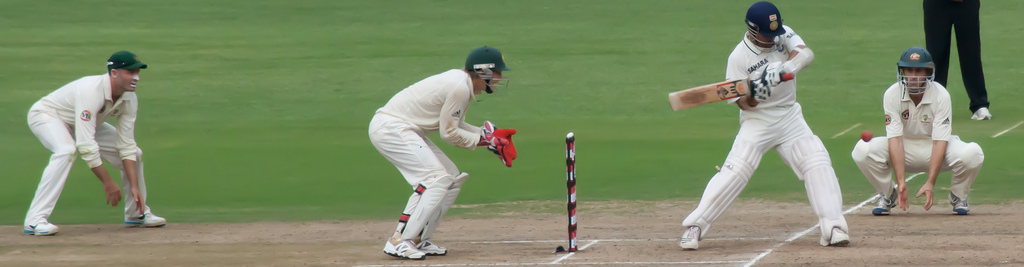
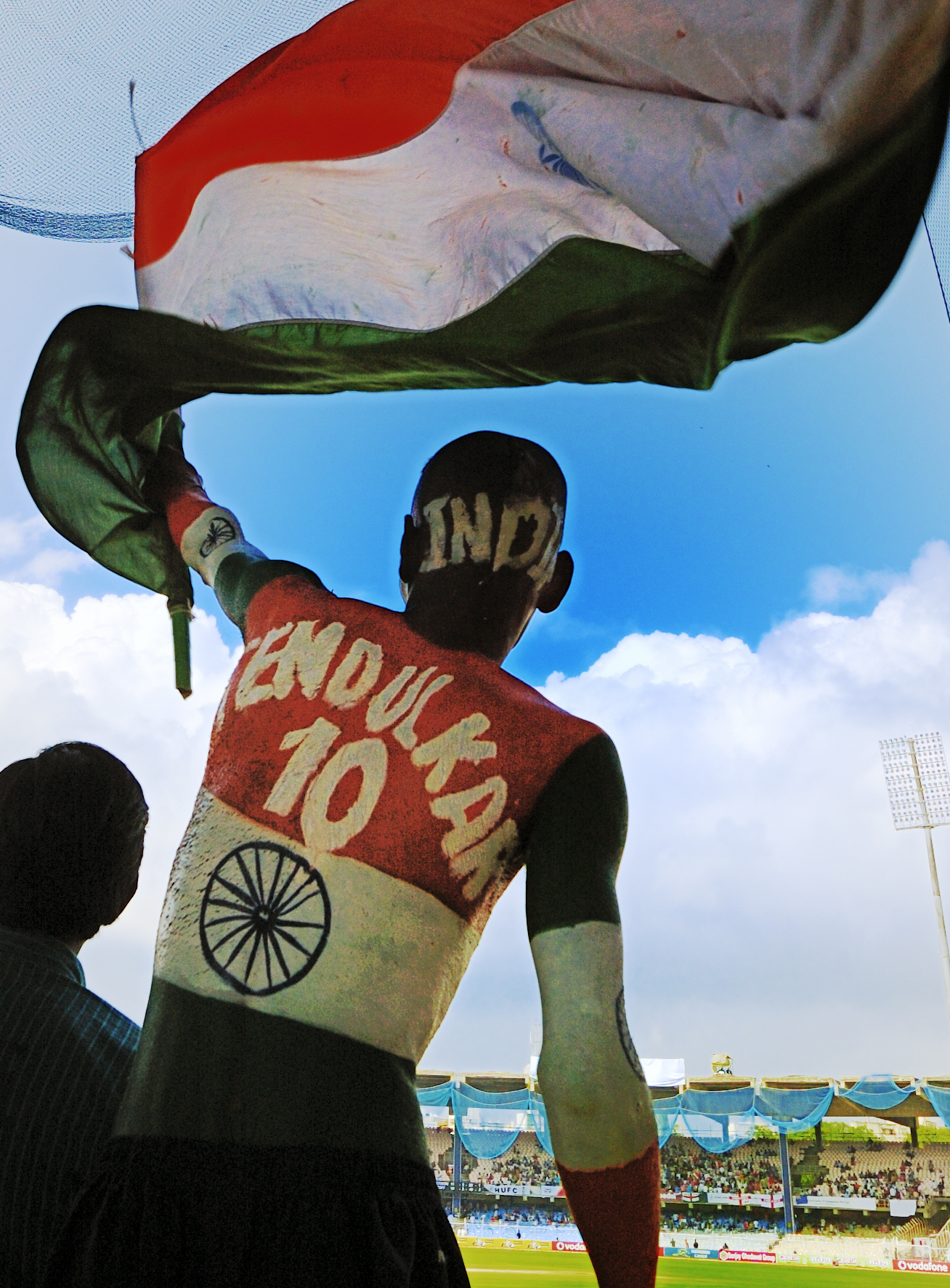
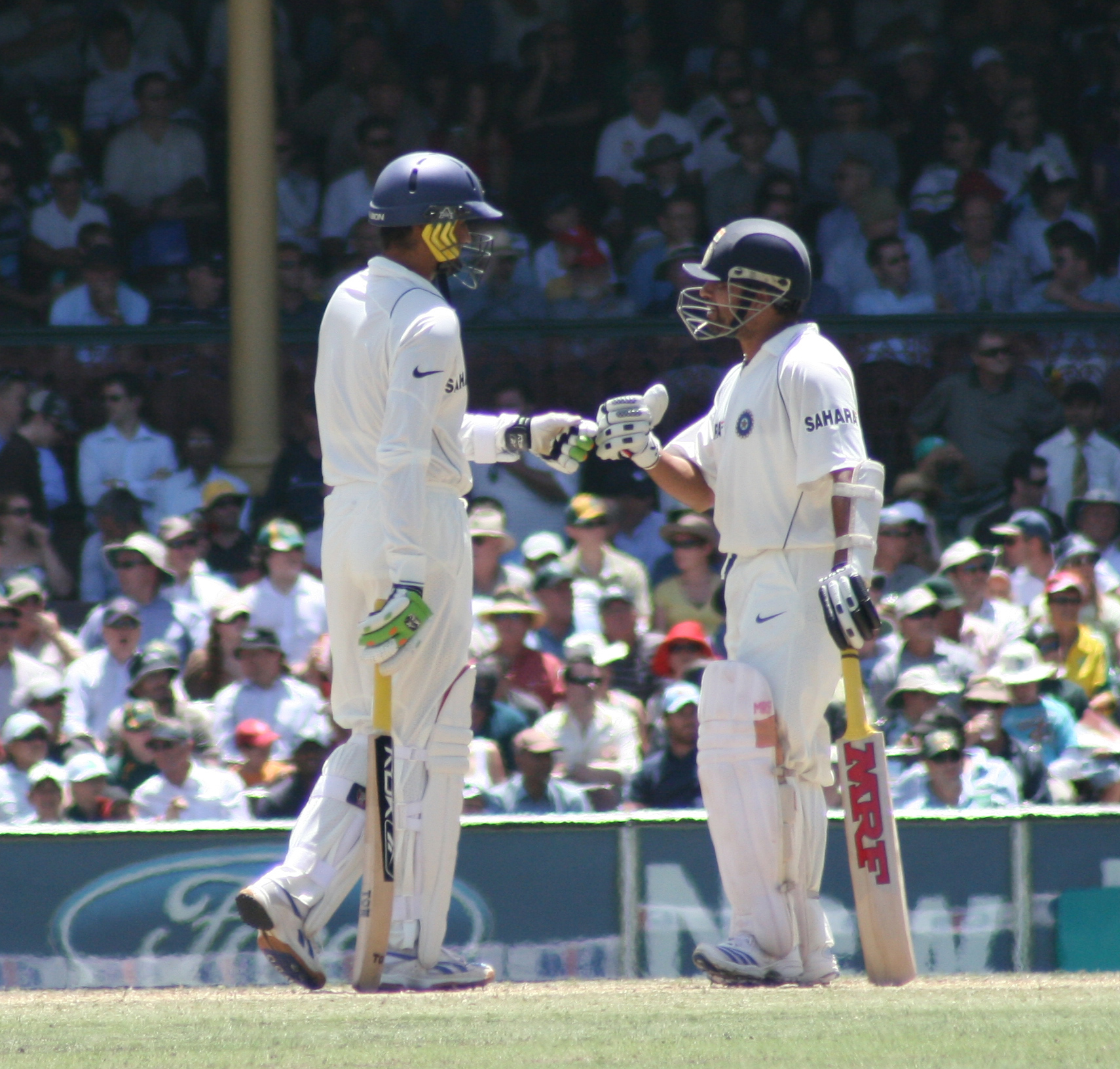
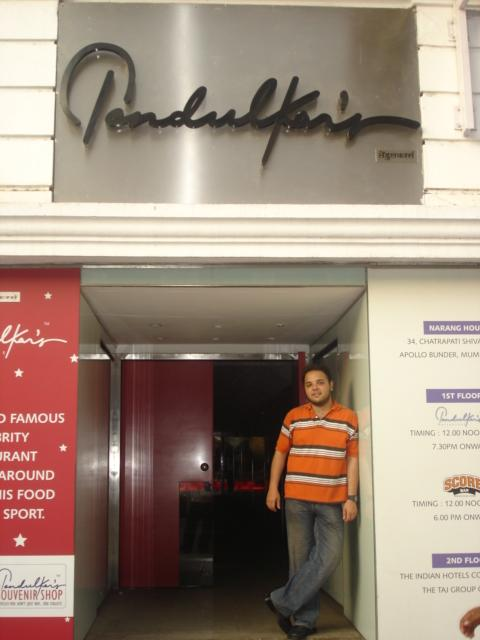
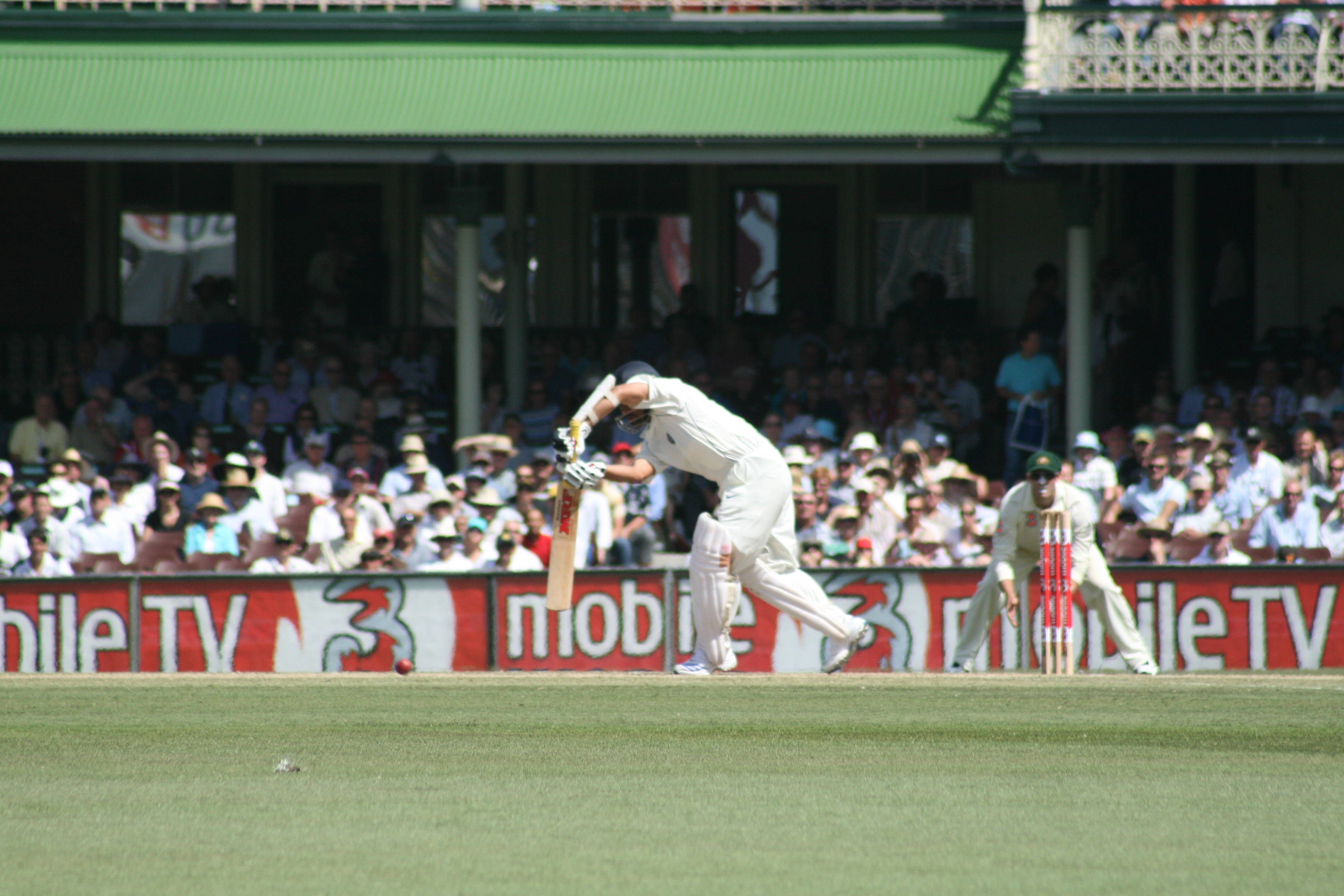
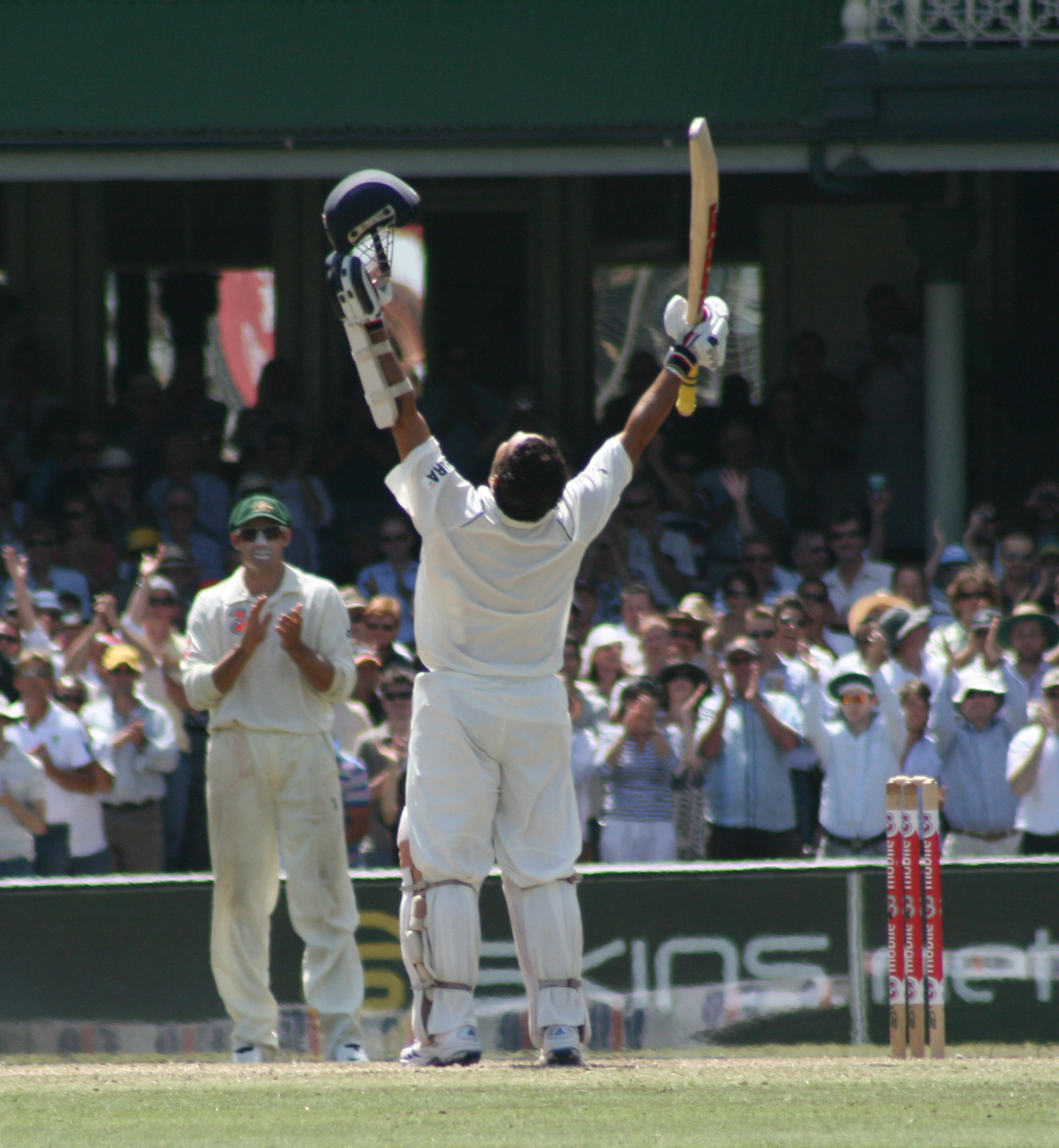
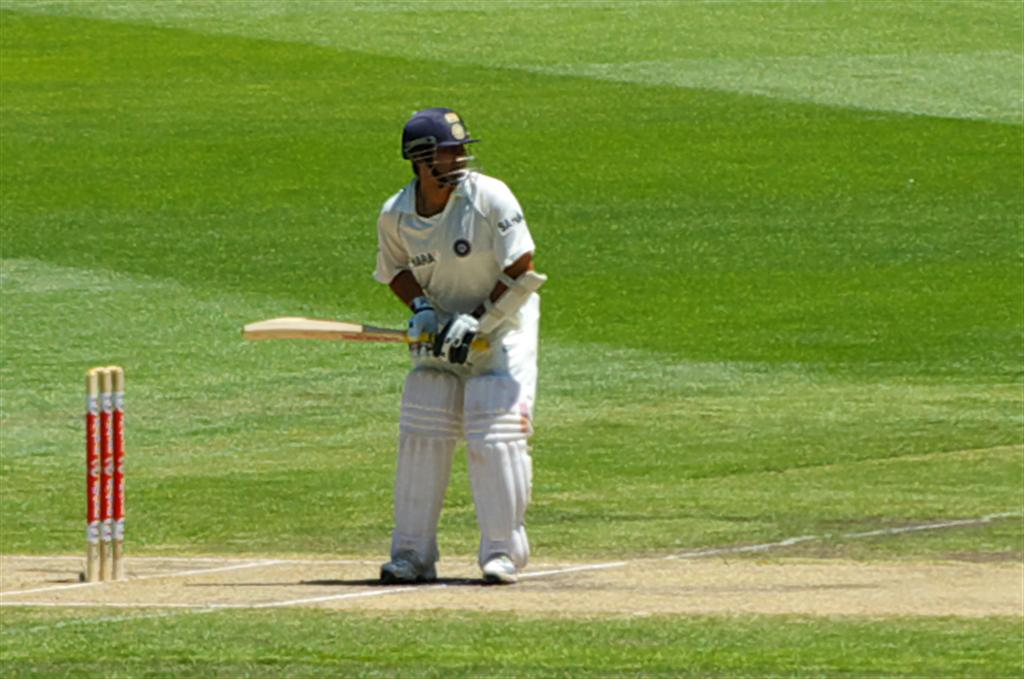